# Уантахаїт
Уантахаїт (рос. уантахаит; англ. huantajayite; нім. Huantajayit m) — мінерал, різновид галіту, який містить 3-11 % AgCl.
За назвою округу Уантахайл (Чилі), A.Raimondi, 1873. Синоніми: гуантахаїт.

## Опис
Спайність по (001). Твердість 2. Колір білий. Ізотропний, іноді спостерігається слабке двозаломлення. Розчиняється у воді. Зустрічається у вигляді кірочок, а також волокнистих аґреґатів.

## Поширення
Знайдений у багатьох рудниках окр. Уантахайл (пустеля Тарапака, Чилі) разом з кальцитом, емболітом, хлораргіритом, бромаргіритом, йодаргіритом, атакамітом.